# Biert (Francja)
Biert – miejscowość i gmina we Francji, w regionie Oksytania, w departamencie Ariège.
Według danych na rok 1990 gminę zamieszkiwało 286 osób, a gęstość zaludnienia wynosiła 12 osób/km² (wśród 3020 gmin regionu Midi-Pireneje Biert plasuje się na 780. miejscu pod względem liczby ludności, natomiast pod względem powierzchni na miejscu 445.).